# Colobogaster soror
Colobogaster soror es una especie de escarabajo del género Colobogaster, familia Buprestidae. Fue descrita científicamente por Théry en 1936.